# 孝婦覃氏
孝妇覃氏（?—?），隋朝人物，出自上郡。
孝妇覃氏是上郡钟氏家的女儿。与她丈夫相见不久，丈夫就死了，覃氏时年十八岁。事奉婆婆有孝顺之名。数年之间，婆婆及伯叔相继而死，覃氏家贫，无以下葬。于是躬自节俭，昼夜纺绩线，积蓄财产十年，安葬了八位去世的亲人，被州里所敬重，皇帝听说後，赐米百石，设立牌坊表彰她的门庭。

## 延伸阅读
[在维基数据编辑]
 《北史·卷091》，出自李延壽《北史》
 《隋書·卷80》，出自魏徵《隋书》